# Matthew F. Leonetti
Matthew Frank „Matt“ Leonetti (* 31. Juli 1941 in Los Angeles, Kalifornien) ist ein US-amerikanischer Kameramann, der auf actionreiche Unterhaltungsfilme spezialisiert ist.

## Leben
Leonetti bekam ersten Kontakt mit dem Filmgeschäft, als er 13 Jahre alt war. Zu dieser Zeit führte sein Vater einen Verleihbetrieb, in dem auch kameratechnische Geräte im Angebot waren. Jahre später, ab 1965, spezialisierten sich Vater und Sohn Leonetti als gemeinsame Besitzer eines Geschäfts auf den Verleih von kameratechnischer Ausrüstung. Im Jahr zuvor begann Leonetti als Kameraassistent bei der Werbefirma V.B.I., wechselte später zum Kinofilm als Assistent des Kameramanns Charles Rosher junior.
1973 wurde Leonetti Chefkameramann, zunächst für Werbefilme, drehte im Juli desselben Jahres in dieser Position seinen ersten Fernsehfilm (The Elevator) und schließlich mit dem Horrorstreifen Bat People – Die Blutsauger seine erste Kinoproduktion, bei der er auch – erst- und einmalig in seiner Karriere – als Co-Executive Producer verantwortlich zeichnete. Bis Ende der 1970er Jahre fotografierte Leonetti primär Fernsehfilme, darunter diverse Pilotfolgen von Fernsehserien (Bronk, Trouble Shooter, Hostage Heart, Heart of the West).
Leonettis Aufstieg in die vordere Reihe des Kameranachwuchses gelang zu Beginn der 1980er Jahre, nachdem er für Peter Yates zwei beachtliche, niedrig budgetierte Filme (Vier irre Typen – Wir schaffen alle, uns schafft keiner, Der Augenzeuge) und für Produzent Steven Spielberg den Kassenhit Poltergeist fotografiert hatte. Leonetti konzentrierte sich seitdem auf actiongeladene Polizei- und Gangsterfilme mit ,Großstadtdschungel‘-Hintergrund (Red Heat, Schlappe Bullen beißen nicht, Action Jackson, Johnny Handsome – Der schöne Johnny, Und wieder 48 Stunden), in denen rasante Kamerafahrten und weniger die Logik der Geschichten im Vordergrund standen.
Leonetti hat sich auch in der Kameraforschung engagiert, so entwickelte er in der ersten Hälfte der 1990er Jahre eine besonders leichtgewichtige Tonkamera. Sein Bruder John R. Leonetti ist als Kameramann sowie Regisseur im Filmgeschäft tätig. Sein Sohn ist der Filmproduzent Matthew F. Leonetti Jr.

## Filmografie (Auswahl)
- 1974: Bat People – Die Blutsauger (The Bat People)
- 1975: Turm des Schreckens (The Deadly Tower, Fernsehfilm)
- 1977: Mister Billion (Mr. Billion)
- 1978: Feuer aus dem All (A Fire in the Sky)
- 1979: Vier irre Typen – Wir schaffen alle, uns schafft keiner (Breaking Away)
- 1980: Hebt die Titanic (Raise the Titanic)
- 1981: Der Augenzeuge (Eyewitness)
- 1982: Poltergeist
- 1982: Ich glaub’, ich steh’ im Wald (Fast Times at Ridgemont High)
- 1984: Krieg der Eispiraten (The Ice Pirates)
- 1984: Biete Mutter – suche Vater (The Buddy System)
- 1984: Der Songschreiber (Songwriter)
- 1985: L.I.S.A. – Der helle Wahnsinn (Weird Science)
- 1985: Das Messer (Jagged Edge)
- 1985: Phantom-Kommando (Commando)
- 1986: Jumpin’ Jack Flash
- 1987: Ausgelöscht (Extreme Prejudice)
- 1987: Schlappe Bullen beißen nicht (Dragnet)
- 1988: Action Jackson
- 1988: Red Heat
- 1989: Johnny Handsome – Der schöne Johnny (Johnny Handsome)
- 1990: Hard to Kill
- 1990: Und wieder 48 Stunden (Another 48 Hrs.)
- 1991: Schatten der Vergangenheit (Dead Again)
- 1992: Der Schein-Heilige (Leap of Faith)
- 1994: Angels – Engel gibt es wirklich! (Angels in the Outfield)
- 1994: Mister Cool (A Low Down Dirty Shame)
- 1995: Strange Days
- 1996: Fled – Flucht nach Plan (Fled)
- 1996: Star Trek: Der erste Kontakt (Star Trek: First Contact)
- 1997: Mortal Kombat 2 – Annihilation (Mortal Kombat: Annihilation)
- 1998: Species II
- 1998: Star Trek: Der Aufstand (Star Trek: Insurrection)
- 2001: Im Netz der Spinne (Along Came a Spider)
- 2001: Rush Hour 2
- 2004: 2 Fast 2 Furious
- 2004: Butterfly Effect
- 2004: Dawn of the Dead
- 2005: Ein Mann für eine Saison (Fever Pitch)
- 2005: Santa’s Slay – Blutige Weihnachten (Santa’s Slay)
- 2006: S.H.I.T. – Die Highschool GmbH (Accepted)
- 2007: Nach 7 Tagen – Ausgeflittert (The Heartbreak Kid)
- 2008: Love Vegas (What Happens in Vegas)
- 2008: Soul Men
- 2010: Tierisch Cool – Ein Hund in New York (Cool Dog)
- 2011: Alles erlaubt – Eine Woche ohne Regeln (Hall Pass)
- 2012: Die Stooges – Drei Vollpfosten drehen ab (The Three Stooges)
- 2014: Dumm und Dümmehr (Dumb and Dumber To)